# هاينز جونسون (صحفي)
هاينز جونسون (بالإنجليزية: Haynes Johnson)‏ هو صحفي أمريكي، ولد في 7 يوليو 1931 في نيويورك في الولايات المتحدة، وتوفي في 24 مايو 2013 في بيثيسدا في الولايات المتحدة.